# 泽埃夫·埃尔金

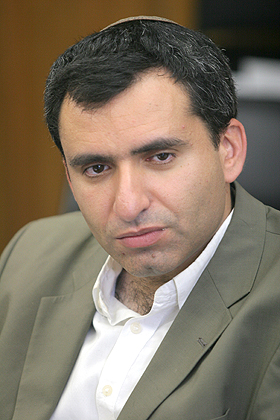
2007年1月的泽埃夫·埃尔金

泽埃夫·埃尔金（希伯來語：‎；1971年4月3日—），以色列政治人物。2013年3月起，担任以色列外交部副部长。他曾經是利库德成員，2021年時離開並加入新希望。

## 生平
埃尔金生于前苏联哈尔科夫市（今属乌克兰）。1990年12月，埃尔金移民以色列。1994年，毕业于耶路撒冷希伯来大学。 2008年加入利库德集团。